# Comissão Económica das Nações Unidas para a Europa
A Comissão Económica das Nações Unidas para a Europa (UNECE ou ECE) foi estabelecida em 1947 para promover a cooperação económica entre os seus Estados-membros. É uma das cinco comissões regionais sob a direcção administrativa das sedes das Nações Unidas. Tem 56 Estados-membros e informa o Conselho Económico e Social das Nações Unidas (ECOSOC). Além dos países europeus, inclui Estados Unidos, Canadá, Israel e as repúblicas da Ásia Central. A sede do secretariado da UNECE é Genebra e tem um orçamento de 50 milhões de dólares americanos.

## Estados membros
Os 56 Estados-membros são:

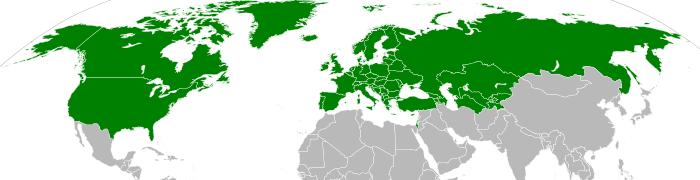
Membros da UNECE

Albânia, Alemanha, Andorra, Arménia, Áustria, Azerbaijão, Bielorrússia, Bélgica, Bósnia e Herzegovina, Bulgária, Canadá, Cazaquistão, Chipre, Croácia, Dinamarca, Eslováquia, Eslovénia, Espanha, Estados Unidos da América, Estónia, Finlândia, França, Geórgia, Grécia, Hungria, Islândia, Irlanda, Israel, Itália, Letónia, Liechtenstein, Lituânia, Luxemburgo, Malta, Moldávia, Mónaco, Montenegro, Noruega, Polónia, Portugal, Quirguistão, Países Baixos, Reino Unido, República Checa, República da Macedónia, Roménia, Rússia, San Marino, Sérvia, Suécia, Suíça, Tadjiquistão, Turquia, Turcomenistão, Ucrânia e Uzbequistão
Nota: 15 dos 56 Estados-membros da UNECE recebem Assistência Oficial ao Desenvolvimento.